# Afghaanse Voetbalfederatiestadion
Het Afghaanse Voetbalfederatiestadion (kortweg AFF-stadion, Afghanistan Football Federation) is een multifunctioneel stadion in Kabul, de hoofdstad in Afghanistan. 
Het stadion wordt vooral gebruikt voor voetbalwedstrijden, de voetbalclubs uit de  Afghaanse Premier League maken gebruik van dit stadion. In het stadion is plaats voor 5.000 toeschouwers. Het stadion werd geopend in 2012.